# Патрісіо Арнольд
Патрісіо Арнольд (ісп. Patricio Arnold; нар. 20 жовтня 1971) — колишній аргентинський тенісист.
Найвищу одиночну позицію світового рейтингу — 134 місце досяг 16 травня 1994, парну — 93 місце — 24 жовтня 1994 року.

## Титули на челленджерах

### Парний розряд: (6)
| Ранг | Рік  | Турнір                     | Покриття | Партнер           | Суперники                         | Рахунок       |
| ---- | ---- | -------------------------- | -------- | ----------------- | --------------------------------- | ------------- |
| 1.   | 1994 | Мар-дель-Плата, Аргентина  | Ґрунт    | Лукас Арнольд Кер | Філіппо Мессорі Федеріко Мордеган | 6–4, 7–5      |
| 2.   | 1994 | Кампінас, Бразилія         | Ґрунт    | Мартін Стрінгарі  | Андрес Аларкон Маріо Рінкон       | 6–1, 6–3      |
| 3.   | 1994 | Кампус-ду-Жордау, Бразилія | Тверде   | Річард Матушевскі | Фабіу Сілберберг Марселу Саліола  | 6–3, 6–4      |
| 4.   | 1994 | Ресіфі, Бразилія           | Тверде   | Пабло Альбано     | Феліпе Рівера Крістіану Теста     | 7–6, 7–6      |
| 5.   | 1994 | Рібейран-Прету, Бразилія   | Ґрунт    | Пабло Альбано     | Отавіу Делла Марселу Саліола      | 6–7, 6–2, 6–2 |
| 6.   | 1995 | Сан-Паулу, Бразилія        | Тверде   | Лукас Арнольд Кер | Отавіу Делла Марселу Саліола      | 6–2, 4–6, 6–1 |